# Iglesia de San Juan (Friburgo de Brisgovia)

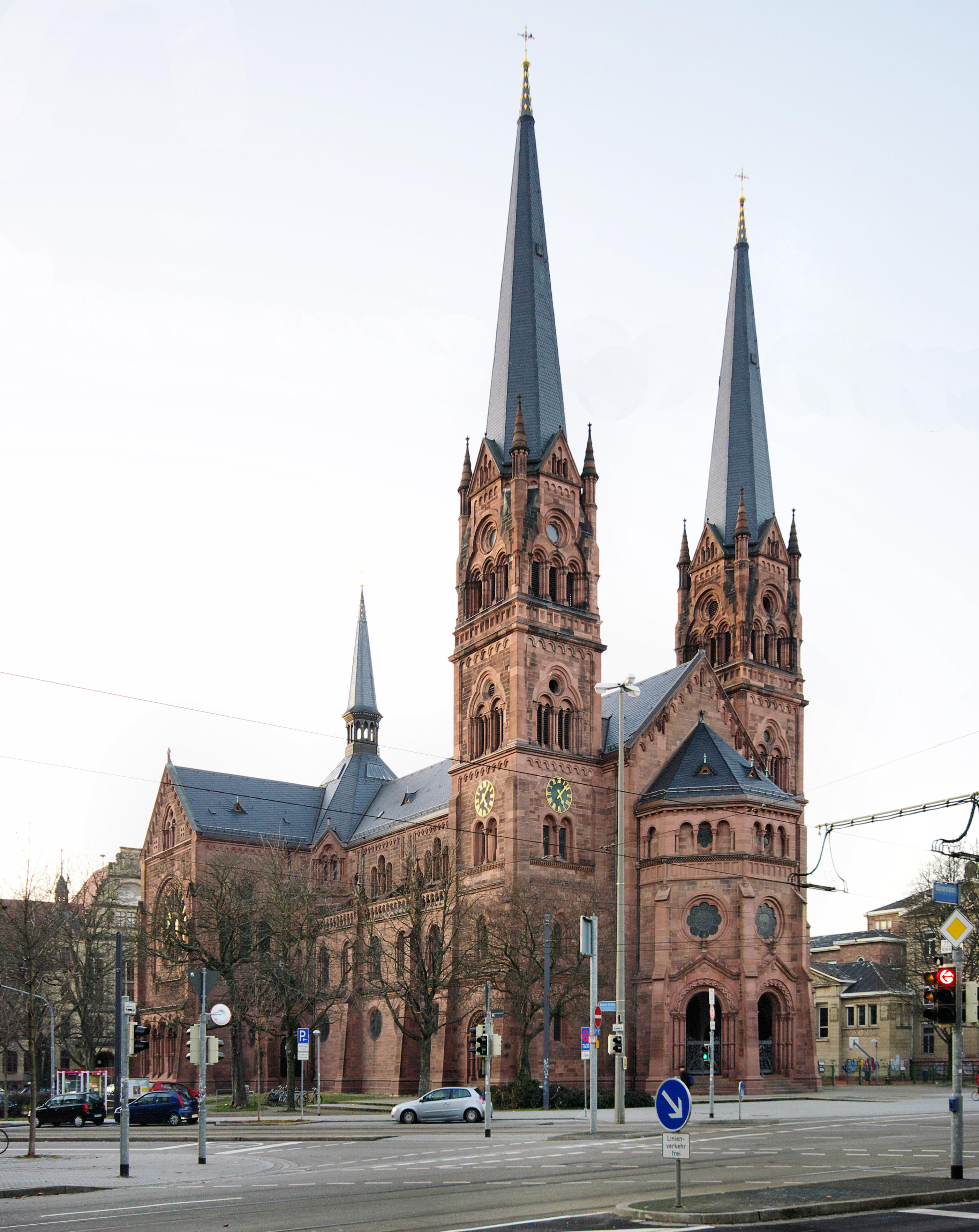

La iglesia de San Juan es una iglesia católica situada en el barrio Wiehre de Friburgo de Brisgovia, Baden-Wurtemberg, Alemania, al sur del centro de la ciudad y cerca del Dreisam.
El patrocinio de San Juan Bautista fue elegido, porque la ciudad regaló el solar a la parroquia el 24 de junio (día de San Juan) de 1889. La iglesia fue construida entre 1894 y 1899 por el arquitecto Josef Durm. Los vitrales son la obra del pintor Fritz Geiges.